# Морщихінська (Павловське сільське поселення)
Морщихінська (рос. Морщихинская) — присілок в Каргопольському районі Архангельської області Російської Федерації.
Населення становить 13 осіб. Органом місцевого самоврядування до 2020 року було Павловське муніципальне утворення.

## Історія
Від 1937 року належить до Архангельської області.
Від 2004 року належить до муніципального утворення Павловське муніципальне утворення.

## Населення
1. Н/Д[2]